# Duca di Montmorency
Il titolo di Duca di Montmorency nella Parìa francese venne creato da Enrico II di Francia nel 1551 per l'amico Anne de Montmorency, capo del grande Casato di Montmorency.

## Storia
Il ducato venne creato per Anne de Montmorency. Nel 1633, il titolo di Montmorency venne mantenuto a ducato anche dopo l'esecuzione del IV duca nel 1632, ma le terre, i titoli ed i possedimenti della famiglia passarono ai Borbone-Condé, dopo seicento anni di discendenza dei de Bouchard de Montmorency.
Nel 1689, Enrico III Giulio di Borbone-Condé obbedì a Luigi XIV che trovava sconveniente per un membro della casa reale portare ancora un titolo legato al cognome di un condannato a morte pertanto gli permise di commutare il titolo di duca di Montmorency in quello di duca d'Enghien. Da quel momento in poi, la città e la valle di Montmorency vennero ufficialmente chiamate «Enghien».
Contemporaneamente a questa mutazione, ad ogni modo, il duca di Beaufort che era l'ultimo discendente maschio diretto della casata dei Montmorency, venne autorizzato a mutare la denominazione del proprio titolo da ducato di Beaufort a ducato di Montmorency, senza però ottenere la paria. Tale titolo, estinto una prima volta nel 1764, venne rilevato da un'altra branca dei Montmorency. Di nuovo estinto nel 1862, il titolo venne rilevato nel 1864 dalla casata dei Talleyrand-Périgord con i quali si estinse nel 1951.

## Signori di Montmorency

Stemma di Matteo II di Montmorency (1177)

Stemma dei Montmorency a partire dal 1214 (dopo la battaglia di Bouvines)

- p. 1013: Bouchard II de Montmonrency
- p. 1013 - c. 1047: Bouchard III de Montmorency
- c. 1047 - 1090: Thibaud de Montmorency
- 1090 - 1094 : Hervé de Montmorency
- 1094 - 2 gennaio 1131 : Bouchard IV de Montmorency
- 2 gennaio 1131-1160: Matteo I di Montmorency, connestabile di Francia, nominato barone di Montmorency

## Baroni di Montmorency
- 2 gennaio 1131-1160: Matteo I di Montmorency, connestabile di Francia, nominato barone di Montmorency
- 1160-1189: Bouchard V de Montmorency
- 1189-24 novembre 1230: Matteo II di Montmorency, gran connestabile di Francia
- 24 novembre 1230-1 febbraio 1243: Bouchard VI de Montmorency
- 1 febbraio 1243-1270: Matteo III di Montmorency
- 1270-1304: Matteo IV di Montmorency
- 1304-c.1310: Matteo V di Montmorency
- c. 1310-giugno 1325: Giovanni I di Montmorency
- giugno 1325-11 settembre 1381: Carlo I di Montmorency
- 11 septembre 1381-1414: Giacomo di Montmorency
- 1414-6 juillet 1477: Giovanni II di Montmorency
- 6 juillet 1477-1510: Giovanni III di Montmorency
- 1510-1526: Philippe de Montmorency
- 1526-1530: Joseph de Montmorency
- 1530-1551: Anne de Montmorency, maresciallo e connestabile di Francia, creato duca di Montmorency.

## Duchi di Montmorency, prima creazione (1551)
La baronìa di Montmorency venne eretta a ducato nel 1551 e venne inclusa nella parìa di Francia.
- 1551–1567 : Anne de Montmorency, I duca di Montmorency, maresciallo e connestabile di Francia
- 1567-1579 : François de Montmorency, II duca di Montmorency
- 1579-1614 : Enrico I di Montmorency, III duca di Montmorency.
- 1614-1632 : Enrico II di Montmorency, IV duca di Montmorency, decapitato per ordine di Luigi XIII.

## Duchi di Montmorency, seconda creazione (1633)
- 1633-1650 : Charlotte Marguerite de Montmorency, dama di Montmorency poi I duchessa di Montmorency, sorella del IV duca e sposa di Enrico II di borbone, principe di Condé e jure uxorio I duca di Montmorency.
- 1650-1686 : Luigi II di Borbone-Condé, le Grand Condé, II duca di Montmorency
- 1686-1689 : Enrico III Giulio di Borbone-Condé, III duca di Montmorency.

Nel 1689, il titolo venne cambiato in duca d'Enghien per "legittimare" tale titolo portato sin dal 1566 dalla famiglia dei principi di Condé ma rimasto senza territorio effettivo da inizio Seicento.

## Duchi di Montmorency, terza creazione (1689)

### Famiglia Montmorency-Luxembourg

Stemma dei Montmorency-Luxembourg

Il titolo venne mutato da Duca di Beaufort a quello di duca di Montmorency nel 1689 per abbandono dell'uso da parte dei principi di Condé che gli preferirono quello di duca d'Enghien
- 1689-1726 : Carlo I Federico di Montmorency-Luxembourg, I duca di Montmorency;
- 1726-1764 : Carlo II Federico di Montmorency-Luxembourg, II duca di Montmorency;
  - 1735-1761 : Anne François de Montmorency-Luxembourg, figlia del precedente, duca di Montmorency per cortesia;
- 1764-1829 : Charlotte de Montmorency-Luxembourg, figlia del precedente, III duchessa di Montmorency.

### Famiglia Montmorency-Fosseux
- 1767-1799 : Anne Léon II de Montmorency-Fosseux, sposò la precedente, duca jure uxoris di Montmorency
- 1799-1846 : Carlo III di Montmorency-Fosseux, figlio del precedente, IV duca di Montmorency;
- 1846-1862 : Raoul de Montmorency, figlio del precedente, V duca di Montmorency.

### Famiglia Talleyrand-Périgord
- 1864-1915 : Adalbert de Talleyrand-Périgord, nipote del precedente, VI duca di Montmorency
- 1915-1951 : Louis de Talleyrand-Périgord, figlio del precedente, VII duca di Montmorency